# Постання світу
«Постання світу» — біблійна драма 2000 року.

## Сюжет
Історії Старого Завіту — це історії віри, надії і мужності, людських пристрастей, ревнощів і зради, очікувань, спокус, випробувань і, звичайно ж, кохання. Найголовніше, що пов'язує їх воєдино — це мрія відшукати Землю обітовану, зняти кайдани рабства і отримати свободу. Великі часи, великі герої, великі чудеса.